# Удавчик кенійський
Удавчик кенійський (Eryx colubrinus) — неотруйна змія з роду Удавчик родини Удавові. Має 2 підвиди. Інша назва «східноафриканський удавчик».

## Опис
Загальна довжина коливається від 5о см до 1 м. Спостерігається статевий диморфізм — самиці більші за самців. Голова невелика, загострена на кінці Тулуб товстий, масивний, без вираженого шийного перехоплення. Хвіст короткий.
Спина жовто-коричнева або помаранчева з великими неправильної форми темними плямами, які іноді зливаються у суцільні смуги. Черево світлого кольору, однотонне. У неволі нерідко зустрічаються меланісти. Молоді удавчики схожі за забарвленням на дорослих, однак трохи блідіші.

## Спосіб життя
Полюбляє посушливі місцини. Зустрічається на висоті до 1500 м над рівнем моря. У тих місцях, де ґрунт занадто твердий для риття, використовує нори дрібних ссавців або вузькі промоїни у піску від висохлих струмків. Молодь харчується ящірками, дорослі — гризунами та птахами.
Це яйцеживородна змія. Самиця народжує до 15 дитинчат завдовжки 20—25 см.

## Розповсюдження
Мешкає в наступних країнах: Єгипет, Судан, Сомалі, Ефіопія, Кенія, Танзанія, Нігер та Лівія, а також на півночі Чаду й у Ємені.

## Підвиди
- Eryx colubrinus colubrinus
- Eryx colubrinus loveridgei